# Heterorrhina nigritarsis
Heterorrhina nigritarsis är en skalbaggsart som beskrevs av Hope 1831. Heterorrhina nigritarsis ingår i släktet Heterorrhina och familjen Cetoniidae. Utöver nominatformen finns också underarten H. n. magna.